# Otterstadt
Otterstadt település Németországban, Rajna-vidék-Pfalz tartományban. Lakosainak száma 3439 fő (2023. december 31.).

## Népesség
A település népességének változása:
| Lakosok száma | 2396 | 3428 | 3456 | 3429 | 3478 | 3439 |
|               | 1975 | 2017 | 2019 | 2021 | 2022 | 2023 |